# Argenteus

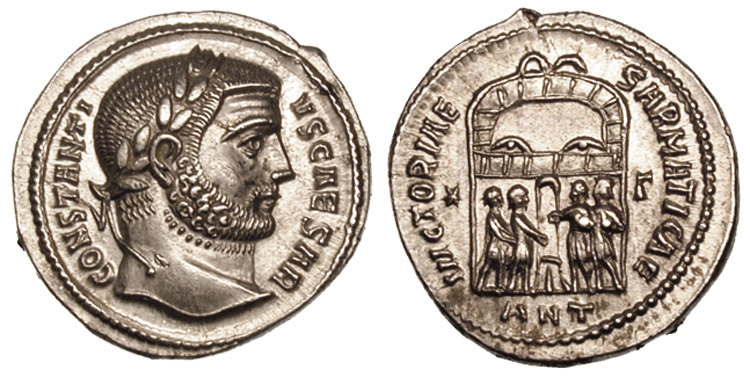
Argenteus som präglats under Constantius Chlorus, vikt 3,36 g.

Argenteus kallades ett silvermynt som präglades i Romarriket med början vid kejsar Diocletianus myntrefom 294 e.Kr. till c:a 310 e.Kr. Den had ungefär samma vikt och silverhalt som denarien under kejsar Neros regeringstid. Myntet tillverkades med en teoretisk vikt 1/96 av det romerska pundet (runt 3 gram), som synes av den romerska talet XCVI på myntets baksida.
Argenteus, vilket betyder "av silver" på latin, användes först i Plinius Naturalis historia i frasen "argenteus nummus" ("silvermynt"). Historikern Ammianus använde samma fras på 300-talet, men det finns inga tecken på att detta är det officiella namnet på något mynt. Historia Augusta använder frasen för att syfta på flera fiktiva mynt.